# Antonio Carella
Antonio Carella (* 24. Mai 1949 in Turin) ist ein italienischer Filmregisseur und Dokumentarfilmer.

## Leben
Carella schloss in Philosophie ab und diplomierte in Mailand an der Scuola di cinema e televisione. 1984 drehte er seinen ersten Dokumentarfilm. Mit seinem einzigen Spielfilm, Incontro ai giorni von 1991 (nach eigenem Drehbuch), nahm er an mehreren Filmfestivals teil.
Seit 1990 arbeitet Carella für die RAI und drehte Filme u. a. zu den Themen AIDS, Landminen in Afghanistan sowie für zahlreiche Programme. Er beteiligte sich an zahlreichen Skripten für biografische Filme zu internationalen Politikern. Von 2003 bis 2005 war er Programmchef für RAI Educational; 2006 drehte er einen Dokumentarfilm über den kalabresischen Liedermacher Rino Gaetano.

## Filmografie (Auswahl)
- 1991: Incontro ai giorni (Spielfilm)